# Rudimental
Rudimental es una banda británica de música electrónica, principalmente de drum & bass, que actualmente está con el sello discográfico Asylum Records y el sello independiente Black Butter. Está integrada por los compositores, DJ's y productores Piers Agget, Kesi Dryden, Amir Amor (Amir Izadkhah) y DJ Locksmith (Leon Rolle).
El grupo se dio a conocer a finales de 2012 con su sencillo «Feel the Love», con el cantante John Newman, el cual alcanzó la primera posición de la UK Singles Chart (Reino Unido).  A este siguieron otros sencillos exitosos como «Not Giving In», con la colaboración de John Newman y Alex Clare y «Waiting All Night», con Ella Eyre, que se convirtió en 2013 en segundo número uno en la lista de sencillos británica. En ese mismo año lanzaron su primer álbum Home, en el que se incluyeron estos sencillos. El álbum fue número 1 en Reino Unido y fue nominado al Mercury Music Prize.
En 2015 publicaron su segundo álbum We the Generation, que contenía entre otros el sencillo «Lay It All on Me» con Ed Sheeran. En 2019 se publicó Toast to Our Differences, en el que se incluía «These Days», con Macklemore, Jess Glynne y Dan Caplen. Este se convirtió en uno de los temas más exitosos de su carrera, alcanzando el número 1 en el Reino Unido y posiciones elevadas en muchos otros países. En 2021 publicaron Ground Control, su cuarto álbum de estudio.
Rudimental han sido nominados a los Premios Brit en seis ocasiones y ganado en una. Asimismo, han sido nominados al Premio Ivor Novello, Mercury Music Prize y tres MTV EMA, y han obtenido 12 certificaciones de platino en sencillos en el Reino Unido y dos en Estados Unidos, además de dos en álbumes en Reino Unido.

## Carrera

### 2011-2012: Comienzos
En marzo de 2011, sacaron su primer sencillo, «Deep in the Valley», con la colaboración de MC Shantie, con su respectivo vídeo. En junio de ese mismo año, sacaron «Speeding» junto a Adiyam, que al igual que su predecesor, obtuvo un bajo rendimiento comercial, de nuevo sin entrar en ninguna lista.

### 2012-2015:Homey éxito internacional

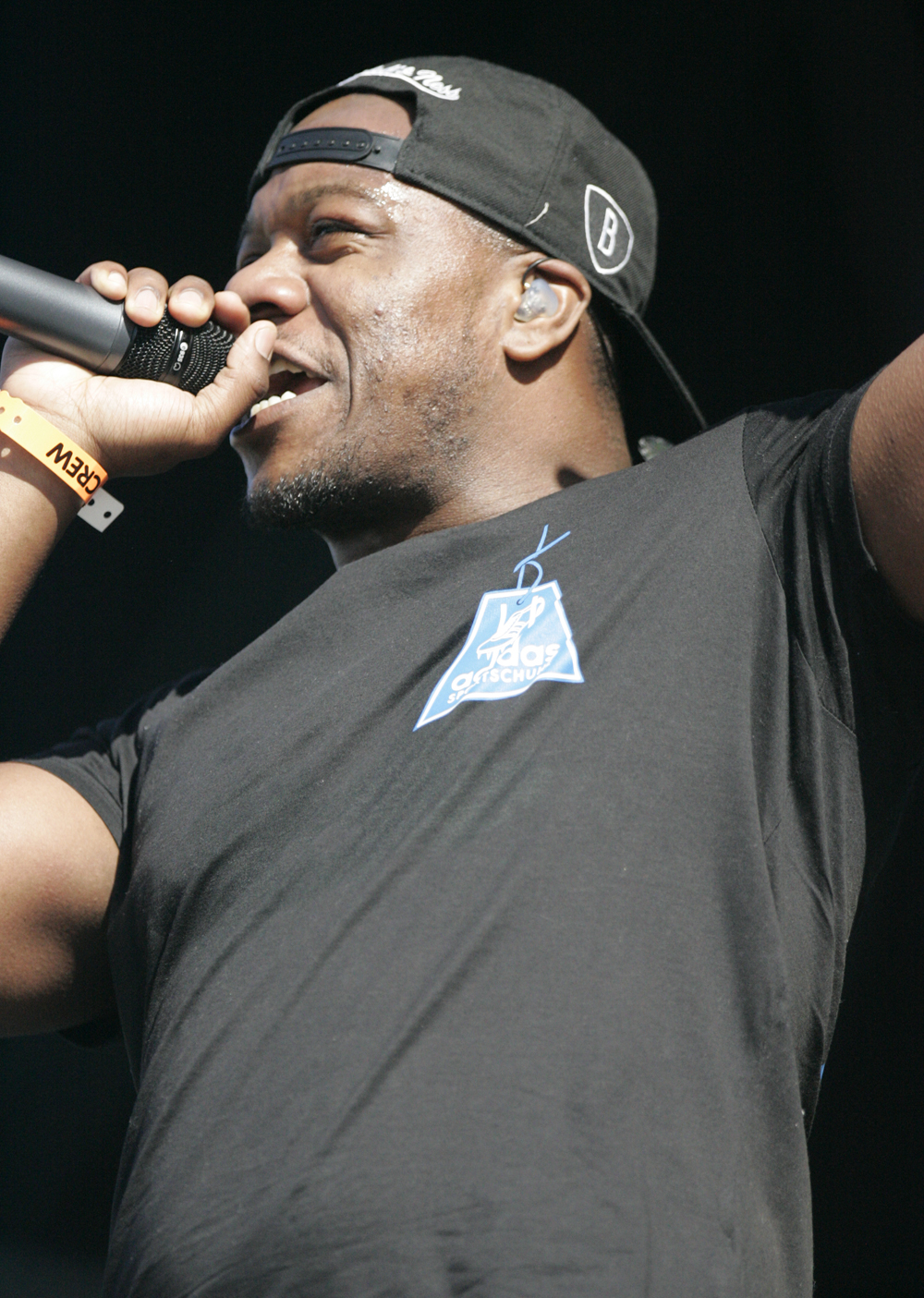
Leon Rolle, cofundador de Rudimental junto a Piers Agget

A finales de febrero de 2012, Rudimental lanzó «Spoons», con la colaboración de los cantantes MNEK y Syron como primer sencillo de su disco debut, Home. Al igual que sus dos anteriores temas, no consiguió entrar en ninguna lista. Sin embargo, fue muy bien acogido por las principales emisoras de radio del Reino Unido, y pronto comenzaron a ganar popularidad. A mediados de mayo de ese año, se anunció que el segundo sencillo del álbum sería «Feel the Love», con la colaboración de John Newman.  Al poco tiempo de su lanzamiento, se convirtió en su primer número uno en el Reino Unido, además de entrar en el top cinco de varios países como Australia, Bélgica, los Países Bajos y Nueva Zelanda, y consiguió también altos puestos en Austria, Dinamarca, Alemania e Irlanda, además de numerosos premios.  En noviembre de 2012 anuncian el tercero, «Not Giving In», en el que colaboran John Newman y Alex Clare, el cual debutó en el número catorce de la UK Singles Chart y alcanzó el número 1 en la UK Dance Chart.
En enero de 2013, se lanzó en su página web «Hell Could Freeze», como tema promocional de descarga gratuita, el cual contaba con la voz de la rapera estadounidense Angel Haze. El 14 de abril del mismo año, el grupo anunció que el tema escogido como cuarto sencillo del álbum era «Waiting All Night», con la colaboración de la cantante británica Ella Eyre, la cual tenía de nuevo marcados ritmos de drum and bass. Se convirtió en su segundo número uno en Reino Unido en abril de 2013, además de conseguir altas posiciones en Australia y Bélgica. Dos semanas después, Home debutaba como número uno en Reino Unido. A principios de agosto de 2013 se lanzó como quinto sencillo «Right Here», con Foxes, cantante que se hizo popular al participar en el tema «Clarity», de Zedd. La canción tuvo una buena acogida en el Reino Unido, pero un éxito más bien moderado en el resto del mundo.
El 19 de octubre del mismo año, ganaron el premio al mejor álbum en los MOBO Awards por su álbum, Home. El 24 de ese mes anunciaron que «Free», con la colaboración de la cantante británica Emeli Sandé, sería el sexto sencillo de Home, publicando también un vídeo musical para el mismo. Con el lanzamiento, también se publicó una remezcla de la canción con la colaboración del rapero Nas.

### 2015-2016:We the Generation
En octubre de 2015 sacaron al mercado su segundo álbum, We the Generation. Su primer sencillo fue «Bloodstream» con Ed Sheeran, que alcanzó el número 2 en la UK Singles Chart. Los siguientes sencillos, que alcanzaron un menor impacto comercial, fueron «Never Let You Go» con Foy Vance, «I Will for Love» con Will Heard y «Rumour Mill» con Anne-Marie y Will Heard. El sexto sencillo fue «Lay It All on Me» con Ed Sheeran, que obtuvo buenas posiciones en listas internacionales y fue certificado platino en Estados Unidos y Reino Unido, entre otros países. Ese mismo año, actuaron como teloneros de Ed Sheeran en la parte norteamericana de su gira X Tour. El sencillo final del álbum fue «Common Emotion», con MNEK.

### 2017-2019:Toast to Our DifferencesyDistinction
En junio de 2017 se publicó «Sun Comes Up» con James Arthur, que alcanzó el número 6 en Reino Unido. Este sería el primer sencillo de su tercer álbum, titulado Toast to Our Differences y publicado finalmente en enero de 2019. El segundo sencillo del mismo fue «These Days», con Macklemore, Jess Glynne y Dan Caplen. Este se convirtió en uno de los temas más exitosos de su carrera, alcanzando el número 1 en el Reino Unido y posiciones elevadas en muchos otros países. La canción fue certificada cuádruple platino en Reino Unido y platino en Estados Unidos y otros mercados. Los siguientes sencillos del álbum fueron «Let Me Live» con Major Lazer, Anne-Marie y Mr Eazi, «Walk Alone» con Tom Walker y «Scared of Love» con Ray BLK y Stefflon Don. En agosto de 2019, lanzaron su primer EP de material original, Distinction.

### 2020-presente:Ground Control
En septiembre de 2021 fue publicado Ground Control, su cuarto álbum de estudio. De él se extrajeron seis sencillos de impacto comercial reducido, siendo el más destacado «Come Over» junto a Anne-Marie y Tion Wayne. El álbum fue compuesto en parte durante el confinamiento debido a la pandemia de covid-19, y supone un álbum más orientado a la pista de baile que su predecesor. El álbum fue número 16 en la UK Albums Chart y número 1 en la UK Dance Albums Chart.

## Discografía

### Álbum de estudio
| Título                   | Detalles del álbum | Posiciones en listas | Posiciones en listas | Posiciones en listas | Posiciones en listas | Posiciones en listas | Posiciones en listas | Posiciones en listas | Posiciones en listas | Posiciones en listas | Certificaciones                            |
| Título                   | Detalles del álbum | RU                   | AUS                  | AUT                  | BEL (FL)             | IRE                  | PB                   | NZ                   | ESC                  | SUI                  | Certificaciones                            |
| ------------------------ | --- | -------------------- | -------------------- | -------------------- | -------------------- | -------------------- | -------------------- | -------------------- | -------------------- | -------------------- | ------------------------------------------ |
| Home                     | - Lanzamiento: 29 de abril de 2013 - Sello discográfico: Asylum, Atlantic, Warner - Formato: CD, descarga digital                                | 1                    | 2                    | 56                   | 23                   | 5                    | 41                   | 2                    | 1                    | 34                   | - AUS: Platino - RU: 2xPlatino - RMNZ: Oro |
| We the Generation        | - Lanzamiento: 29 de octubre de 2015 - Sello discográfico: Asylum, Atlantic, Warner - Formato: CD, descarga digital                              | 1                    | 4                    | —                    | 14                   | 8                    | 41                   | 5                    | 1                    | 32                   | - RU: Oro                                  |
| Toast to Our Differences | - Lanzamiento: 25 de enero de 2019 - Sello discográfico: Asylum, Atlantic, Warner - Formato: CD, descarga digital, streaming                     | 5                    | 41                   | —                    | 66                   | 31                   | 68                   | 20                   | 18                   | 31                   | - RU: Plata                                |
| Ground Control           | - Lanzamiento: 3 de septiembre de 2021 - Sello discográfico: Asylum, Atlantic, Warner - Formato: CD, descarga digital, streaming, vinilo, casete | 16                   | —                    | —                    | —                    | —                    | —                    | —                    | —                    | —                    |                                            |

### EP
- Speeding (Remixes) - EP (con Adiyam)[82]  (2011)

1. Speeding (Original Mix)[83][84] (3:55)
2. Speeding (Dodge & Fuski Mix)[85][86] (4:48)
3. Speeding (Benton Mix)[87][88] (5:06)
4. Speeding (Bert On Beats Mix)[89][90] (5:16)

- Deep in the Valley - EP (con MC Shantie)[91] (2011)

1. Deep in the Valley (Club Mix)[92][93] (6:06)
2. Deep in the Valley (Funky Instrumental)[94][95]  (6:06)
3. Deep in the Valley (House Mix)[96][97]  (7:08)
4. Deep in the Valley (Radio Mix)[98][99] (3:34)

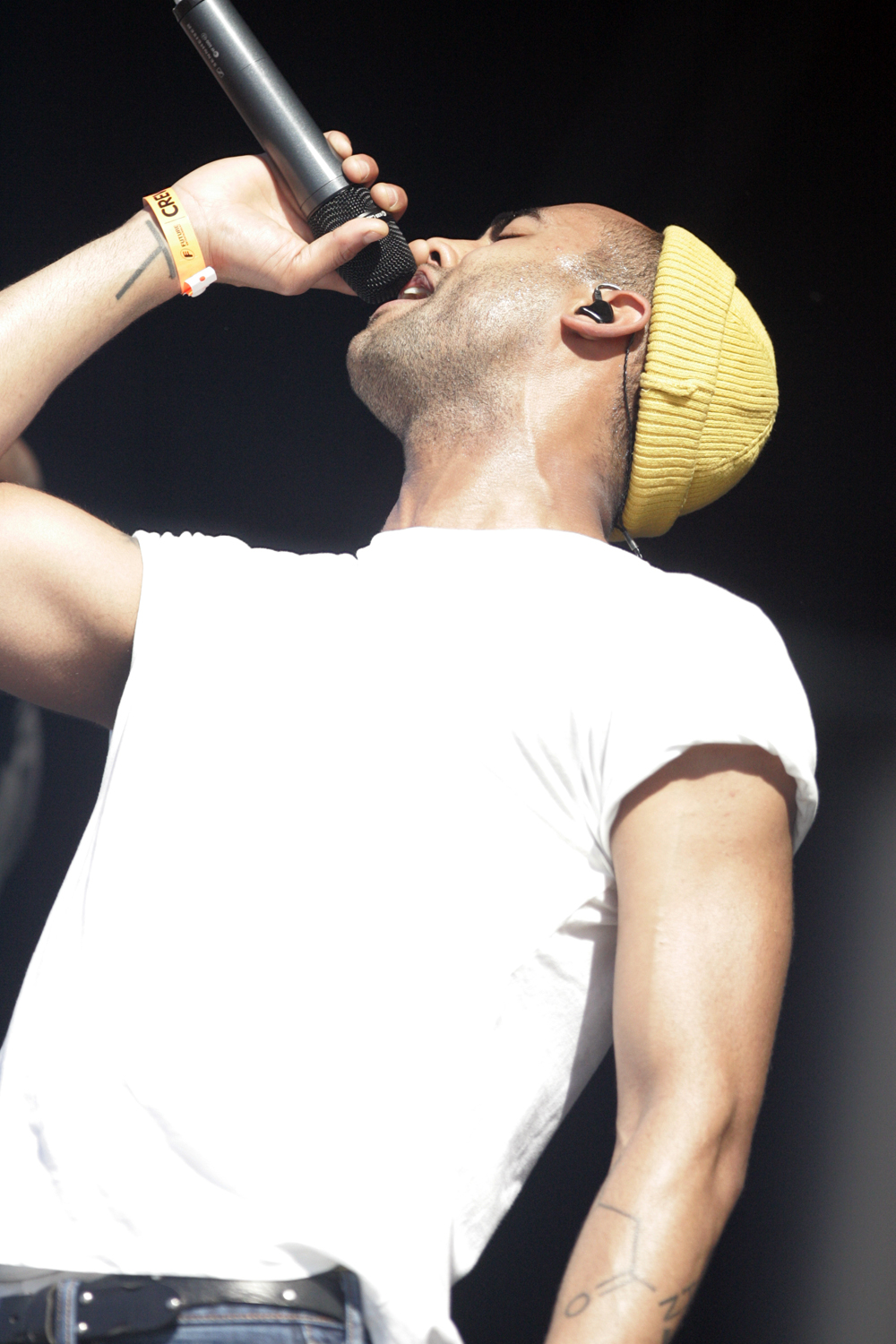
El cantante Thomas Jules en plena actuación en un concierto en Sydney, Australia, en el Future Music Festival

- Feel the Love (Remixes) - EP (con John Newman)[102]  (2012)

1. "Feel the Love" (3:39)
2. "Feel the Love" (Fred V & Grafix Remix)[103][104]  (4:48)
3. "Feel the Love" (Cutline Remix)[105]  (5:22)
4. "Feel the Love" (Scuba Remix)[106] (7:11)
5. "Feel the Love" (Rudimental VIP)[107][108] (6:40)

- Not Giving In - EP (con John Newman & Alex Clare)[109] (2012)

1. "Not Giving In" (3:59)
2. "Not Giving In" (Bondax Remix)[110][111]  (3:23)
3. "Not Giving In" (Loadstar Remix)[112][113] (4:13)
4. "Feel the Love" (Live from BBC Radio 1's Hackney Weekend 2012)[114][115] (5:35)

- Waiting All Night - EP[116] (2013)

1. "Waiting All Night" (feat. Ella Eyre) (4:52)
2. "Baby" (feat. MNEK & Sinead Harnett)[117][118] (4:00)
3. "Right Here" (Andy C Remix) [feat. Foxes][119][120] (4:31)
4. "Hell Could Freeze" (Skream Remix) [feat. Angel Haze][121][122]  (6:31)
5. "Waiting All Night" (Kidnap Kid Remix) [feat. Ella Eyre][123][124] (4:28)
6. "Waiting All Night" (Clean Bandit Remix) [feat. Ella Eyre][125][126] (3:57)

- Right Here (Remixes) - EP (con Foxes)[127] (2013)

1. "Right Here" (Hot Since 82 Remix)[128][129]  (8:37)
2. "Right Here" (Krystal Klear Remix)[130][131] (4:49)
3. "Right Here" (Andy C Remix)[119][120] (4:31)
4. "Right Here" (My Nu Leng Remix)[132][133]  (5:16)

- Free (Remixed) - EP (con Emeli Sandé)[134][135] (2013)

1. Free (Nas Remix)[136][137] (4:29)
2. Free (Maya Jane Coles Remix)[138][139] (5:32)
3. Free (Roy Davis Jr Remix)[140][141] (5:07)
4. Free (Jack Beats Remix)[142][143] (5:20)

- Distinction (2019)

### Sencillos
| «Higher» (con Sickle Plus)                                               | 2010 | —  | —  | —  | —  | —  | —  | —  | —  | —  | —  | —  | —                                             | Sencillos independientes                  |
| «Deep in the Valley» (con MC Shantie)                                    | 2011 | —  | —  | —  | —  | —  | —  | —  | —  | —  | —  | —  | —                                             | Sencillos independientes                  |
| «Speeding» (con Adiyam)                                                  | 2011 | —  | —  | —  | —  | —  | —  | —  | —  | —  | —  | —  | —                                             | Sencillos independientes                  |
| «Spoons» (con MNEK & Syron)                                              | 2012 | —  | —  | —  | —  | —  | —  | —  | —  | —  | —  | —  | —                                             | Home                                      |
| «Feel the Love» (con John Newman)                                        | 2012 | 1  | 1  | 3  | 14 | 2  | 26 | 59 | 26 | 2  | 4  | 1  | - RU: Platino - AUS: 3× Platino - NZ: Platino | Home                                      |
| «Not Giving In» (con John Newman y Alex Clare)                           | 2012 | 14 | 1  | 12 | —  | 4  | —  | —  | 54 | 71 | 11 | 16 | - RU: Plata - AUS: 2× Platino - NZ: Oro       | Home                                      |
| «Waiting All Night» (con Ella Eyre)                                      | 2013 | 1  | 1  | 6  | 37 | 13 | —  | —  | 4  | 29 | 9  | 2  | - RU: Platino - AUS: Oro                      | Home                                      |
| «Right Here» (con Foxes)                                                 | 2013 | 14 | 4  | 29 | —  | 59 | —  | —  | —  | —  | —  | 19 | —                                             | Home                                      |
| «Free» (con Emeli Sandé)                                                 | 2013 | 26 | 6  | 5  | 41 | 36 | —  | 38 | 9  | —  | 8  | 32 | - AUS: 2× Platino                             | Home                                      |
| «Powerless» (con Becky Hill)                                             | 2014 | 73 | 19 | —  | —  | —  | —  | —  | —  | —  | —  | —  | —                                             | Home                                      |
| «Pompeii» / «Waiting All Night» (con Bastille y Ella Eyre)               | 2014 | 21 | —  | —  | —  | —  | —  | —  | 42 | —  | —  | 24 | —                                             | Sencillo independiente (Brit Awards 2014) |
| «—» indica que la canción no entró en la lista o no se lanzó en el país. |      |    |    |    |    |    |    |    |    |    |    |    |                                               |                                           |

### Remezclas
| Canción            | Año  | Artista                  | Discográfica             | Álbum                   |
| ------------------ | ---- | ------------------------ | ------------------------ | ----------------------- |
| «Lego House»       | 2011 | Ed Sheeran               | Warner Music             | +                       |
| «Drunk»            | 2012 | Ed Sheeran               | Warner Music             | +                       |
| «Express Yourself» | 2012 | Labrinth                 | Syco                     | Electronic Earth        |
| «Hush Little Baby» | 2012 | Wretch 32 ft. Ed Sheeran | Ministry of Sound/Levels | Black and White         |
| «Bada Bing»        | 2012 | Benny Banks              | 679/Warner Music Group   | Patiently Waiting Vol 1 |

## Miembros
- Piers Agget[193][194][195][196]
- Kesi Dryden[193][197][198]
- Amir Amor[199][200][201][202]
- DJ Locksmith[203][204][205][206][207]

## Vídeos
| Canción                                        | Fecha de lanzamiento del vídeo | Premios | Notas |
| ---------------------------------------------- | ------------------------------ | --- | --- |
| «Deep in the Valley» (con MC Shantie)          | 18 de marzo de 2011            | — | |
| «Spoons» (con MNEK & Syron)                    | 18 de febrero de 2012          | — | |
| «Feel the Love» (con John Newman)              | 12 de abril de 2012            | Ganadores - Urban Music Award 2012 al Mejor Vídeo Musical Ganadores - UK Music Video Award al Mejor Vídeo Dance | - Dirigido por Bob Harlow - Producido por Somesuch & Co. - Director de fotografía: Steve Annis - En noviembre de 2012 se lanzó una versión acústica en directo desde los estudios BBC Maila Vale, que cuenta con más de 2'5 millones de visitas en el canal de YouTube de Black Butter Records - En julio de 2013 colgaron en su canal de YouTube una versión del tema, con la colaboración del rapero Wale, además de la de John Newman. La versión fue incluida también en el álbum, superando las 200 000 visitas en YouTube. - El vídeo oficial cuenta con más de 33 millones de visitas en su canal de YouTube. |
| «Not Giving In» (con John Newman & Alex Clare) | 20 de noviembre de 2012        | — | - Escrito y dirigido por Josh Cole - Producido por Tim Francis - Dirección artística: Ereson Catipon AKA B-Boy Mouse - Coreógrafo: Arthur Añas - En noviembre de 2012 se lanzó una versión acústica en directo desde los estudios BBC Maila Vale, que cuenta con más de 800 000 visitas en el canal de YouTube de Black Butter Records. - El vídeo oficial cuenta con más de 18 millones de visitas en su canal de YouTube. |
| «Waiting All Night» (con Ella Eyre)            | 4 de abril de 2013             | — | - Dirigido por Nez - Producido por Riff Raff Films - Ciclistas de BMX en el vídeo: 1. Aaron Nardi 2. Jush Allen 3. Huy Doan 4. Ryan Metro 5. Jimmy Levan 6. Danny Downey - El vídeo se inspira en la historia real del actor y exciclista de BMX Kurt Yaeger, y varios de los ciclistas del vídeo son amigos suyos. - El 17 de abril de 2013 se lanzó una versión acústica en directo desde la BBC Radio 1 Live Lounge, que superó el millón y medio de visitas en la cuenta de YouTube de Black Butter Records. - El vídeo oficial cuenta con más de 68 millones de visitas en su canal de YouTube. - El grupo británico de música electrónica Clean Bandit lanzó una remezcla oficial de la canción, que fue colgada en el canal de YouTube de Rudimental e incluido en el EP de Remixes. |
| «Baby» (con MNEK & Sinead Harnett)             | 24 de abril de 2013            | — | - Dirigido por Rob Rowland - Producido por Rob Rowland, Tom Willcocks y Amy Williams - Editado por Inego Manby. - El vídeo cuenta con más de 2 millones de visitas en su canal de YouTube. |
| «Right Here» (con Foxes)                       | 5 de julio de 2013             | Ganadores - Premio al Mejor Nuevo Director en el Festival de Cannes Lions 2013 (Josh Cole)                      | - Dirigido por Josh Cole - Producido por Pacific Basin y "E.D" Doungporn Soavapap - Asistente de cámara: "Bright" Thanut Sripantawanusorn - Maquillaje: "M" Supol Martjaroen - Productora ejecutiva: Mary Calderwood - En mayo de 2013 se lanzó una versión acústica en directo para Capital FM, con la colaboración de Ella Eyre sustituyendo a Foxes, que cuenta con más de 300 000 visitas en el canal de YouTube de Capital FM. - El vídeo cuenta con más de 6 millones de visitas en su canal de YouTube. |
| «Free» (con Emeli Sandé)                       | 24 de octubre de 2013          | — | - Dirigido por Stu Thomson - Producido por Poss Kondeatis - Editado por Luke Bellis - Director artístico: James Hamilton - El vídeo cuenta con la participación del paracaidista y deportista extremo Jokke Somme. - El vídeo cuenta con más de 10 millones de visitas en su canal de YouTube. |

## Premios y nominaciones

### BRIT Awards
| Año  | Trabajo nominado                    | Categoría                              | Resultado |
| ---- | ----------------------------------- | -------------------------------------- | --------- |
| 2013 | «Feel the Love» (con John Newman)   | BRIT Award al mejor sencillo británico | Nominados |
| 2014 | «Waiting All Night» (con Ella Eyre) | BRIT Award al mejor sencillo británico | Ganadores |

### YouTube Music Awards
| Año  | Trabajo nominado | Categoría           | Resultado |
| ---- | ---------------- | ------------------- | --------- |
| 2013 | Rudimental       | Mejor nuevo artista | Nominados |

### MOBO Awards
| Año  | Trabajo nominado | Categoría           | Resultado |
| ---- | ---------------- | ------------------- | --------- |
| 2013 | Home             | Mejor álbum del año | Ganadores |
| 2012 | Rudimental       | Mejor nuevo artista | Nominados |

### MTV Europe Music Awards
| Año  | Trabajo nominado | Categoría                              | Resultado |
| ---- | ---------------- | -------------------------------------- | --------- |
| 2013 | Rudimental       | Mejor artista de Reino Unido e Irlanda | Nominados |
| 2013 | Rudimental       | Mejor actuación push                   | Nominados |
| 2013 | Rudimental       | Mejor artista revelación               | Nominados |

### Mercury Music Prize
| Año  | Trabajo nominado | Categoría                | Resultado |
| ---- | ---------------- | ------------------------ | --------- |
| 2013 | Home             | Mercury Music Prize 2013 | Nominados |

### UK Video Music Awards
| Año  | Trabajo nominado                               | Categoría              | Resultado |
| ---- | ---------------------------------------------- | ---------------------- | --------- |
| 2013 | «Not Giving In» (con John Newman y Alex Clare) | Mejor vídeo dance - UK | Ganadores |
| 2013 | «Waiting All Night»                            | Mejor vídeo dance - UK | Nominados |
| 2012 | «Feel the Love»                                | Mejor vídeo dance - UK | Nominados |

### Zoo Magazine Best Bits of 2013
| Año  | Trabajo nominado    | Categoría          | Resultado |
| ---- | ------------------- | ------------------ | --------- |
| 2013 | «Waiting All Night» | Mejor tema del año | Ganadores |